# La Florida (Tucumán)
La Florida es una localidad y comuna rural ubicada en el departamento Cruz Alta en la provincia de Tucumán, Argentina; fundada el 25 de mayo de 1913.

## Población
Cuenta con 5,959 habitantes (Indec, 2010), lo que representa un incremento del 15% frente a los 5,297 habitantes (Indec, 2001) del censo anterior. Estas cifras incluyen al Ingenio La Florida.
Forma parte del aglomerado denominado Delfín Gallo - Colombres - La Florida cuya población total es de 19,873 habitantes (Indec, 2010).
| Gráfica de evolución demográfica de La Florida entre 1991 y 2010 |
|                                                                  |
| Fuente: Censos nacionales del INDEC                              |

## Acción social
- Club Social y Deportivo La Florida, actualmente en el Torneo Argentino B.

## Sismicidad
La sismicidad del área de Tucumán (centro norte de Argentina) es frecuente y de intensidad baja, con un silencio sísmico de terremotos medios a graves cada 30 años.
- Sismo de 1861: aunque dicha actividad geológica catastrófica ocurre desde épocas prehistóricas, el terremoto del 20 de marzo de 1861 (164 años) con 12.000 muertes,[2] señaló un hito importante dentro de la historia de eventos sísmicos argentinos ya que fue el más fuerte registrado y documentado en el país. A partir del mismo los sucesivos gobiernos del norte y de Cuyo han ido extremando cuidados y restringiendo los códigos de construcción.[1] Con el terremoto de San Juan de 1944 del 15 de enero de 1944 (81 años) los gobiernos tomaron estado de la enorme gravedad crónica de sismos de la región.
- Sismo de 1931: de 6,3 de intensidad, destruyó parte de sus edificaciones y abrió numerosas grietas en la zona[2][1]